# Immeuble Dalmas
L’immeuble Dalmas (couramment appelé le Prisunic par les Clermontois) est un immeuble de rapport situé dans le centre-ville de Clermont-Ferrand. Édifié sur le boulevard Desaix entre l’opéra-théâtre de Clermont-Ferrand et l’Hôtel de préfecture du Puy-de-Dôme, il occupe une place prestigieuse qui rend sa façade ondulée visible depuis la place de Jaude. L'immeuble est composé de commerces au rez-de-chaussée (dont un Monoprix, anciennement Prisunic) et de vingt appartements sur cinq étages. Construit en deux temps (1921-1923 puis 1933-1934) par les architectes Pierre Verdier et Valentin Vigneron, son architecture surprend par son volume et sa blancheur dans une ville marquée par l’utilisation de pierre de Volvic sombre et offre l'un des plus beaux exemples de l'architecture du début du XXe siècle à Clermont-Ferrand.
L’origine du nom vient de la famille Dalmas, qui a commandé cet immeuble et qui en était propriétaire jusqu’en 2018.

## Historique
Couple d’hôteliers originaires de la Bourboule et du Mont-Dore, Antoine et Marie Dalmas décident en 1910 d’acquérir l’Hôtel de la Paix situé boulevard Desaix sur lequel ils font construire un immeuble qui leur apportera une source de revenu plus régulier. Ils font alors appel à un cousin de la famille, Pierre Verdier, architecte départemental de la Haute-Loire au Puy-en-Velay. Dès le début de la conception de l’immeuble, il est prévu qu’il soit construit en deux temps ; les Dalmas souhaitent construire un immeuble qui comprend les standards les plus hauts de l’époque et avec tous les équipements modernes. La banque leur prêta une somme suffisante pour commanditer une première partie du projet, l’intention était la suivante : la rente des appartements construits doit leur permettre de financer la construction de la deuxième partie de l’immeuble. Le déclenchement de la Première Guerre mondiale en juillet 1914 stoppe l’avancement du chantier et le décès d’Antoine Dalmas entraine un report des travaux.
La construction de la première phase de l’immeuble reprend alors en 1921 et se termine en 1923. La moitié de l’immeuble construit donne à voir un spectacle particulier et étonnant puisque la nouvelle construction s’arrête nette contre la partie restante de l’hôtel de la Paix. Quatre travées sont alors construites sur les onze finales.

À la suite de la loi Cornudet de 1919, le quartier autour de l’immeuble Dalmas est redécoupé afin d’apporter de l’air et de la lumière aux habitants. Ainsi, les rues sont élargies et les façades alignées par l’intermédiaire d’une importante campagne de démolitions. La rue de la Préfecture, située au nord de l’immeuble Dalmas, est alors élargie pour l’assainir et Mme Dalmas profite de cette loi pour échanger des terrains avec la municipalité de Clermont-Ferrand dans l’objectif d’obtenir une parcelle quadrangulaire plus adaptée pour un immeuble.

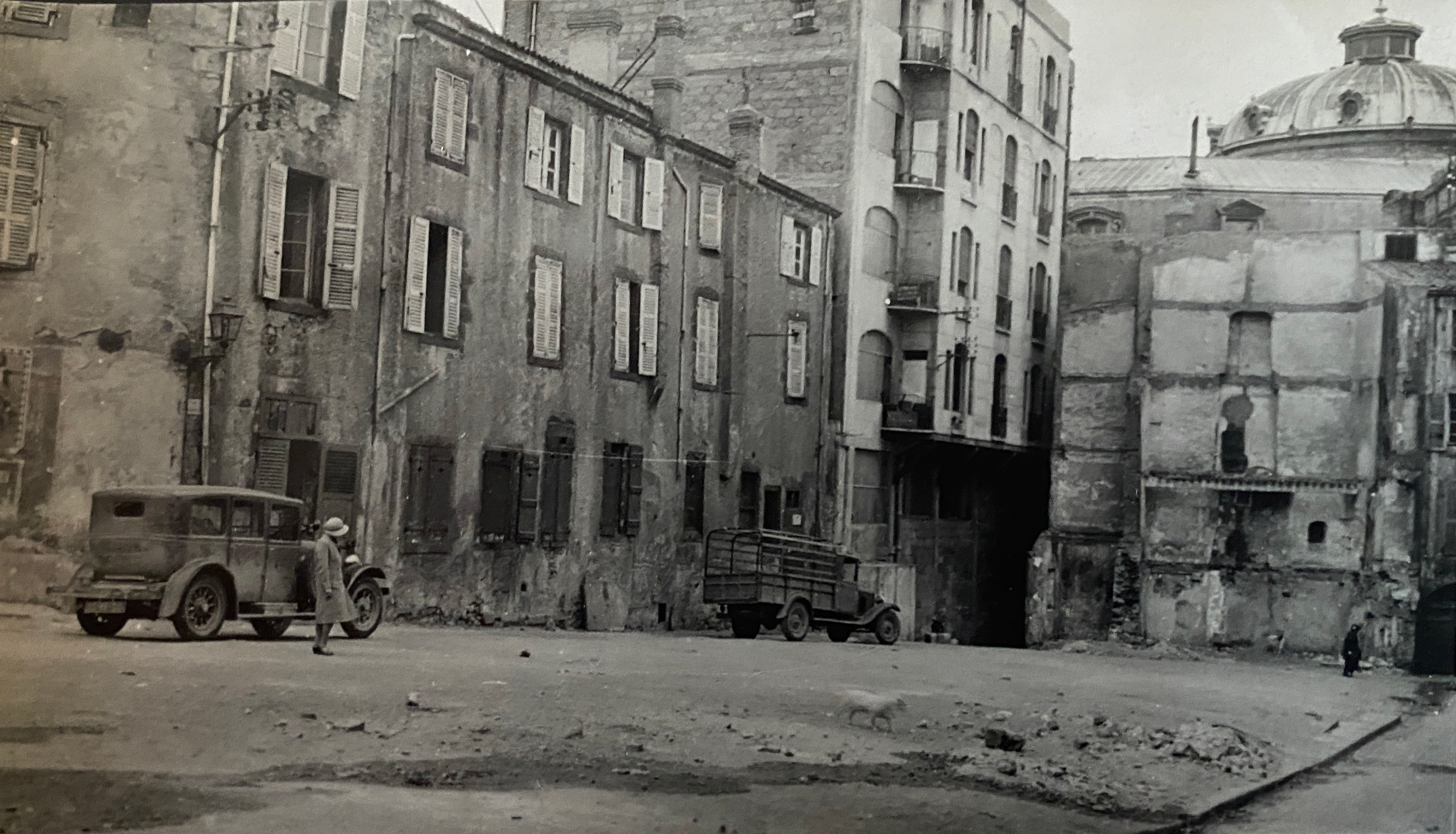
Élargissement de la rue de la Préfecture à la suite de la loi Cornudet

Supervisé par Pierre Verdier à travers de fréquents échanges par courriers, le jeune Valentin Vigneron élabore la deuxième phase de la construction entre 1932 et 1934 sous son propre nom et est chargé de suivre le chantier sur place. Premier grand projet de Vigneron, cette deuxième phase a pour objectif de construire la partie restante de la parcelle, d’ajouter le cinquième et dernier étage qui comportait des appartements et des chambres de bonnes ainsi que l’adjonction d’une tour au nord-ouest du bâtiment qui intègre un escalier de service ainsi que des chambres de bonnes, et un socle au rez-de-chaussée côté nord pour accueillir le grand magasin que sera le Prisunic.

## Architecture

### Architecture extérieure
La parcelle se situe au pied de la butte de la cathédrale et subie une grande déclivité du terrain. Une différence de plus de deux mètres de hauteur sépare l’angle est de l’angle ouest de la parcelle, un véritable défi pour l’architecte puisque les Dalmas souhaitaient occuper le rez-de-chaussée de l’immeuble par des commerces destinés à la location. Pour résoudre astucieusement ce problème topographique, Pierre Verdier utilise de grandes arcades constituées d’arcs surbaissés typique de l'art nouveau au rez-de-chaussée pour constituer une unité de base à la structure d’élévation. Le socle sert de soubassement et s’adapte en fonction de la hauteur de la rue. Celui-ci est particulièrement élégant puisqu’il s’intègre dans son environnement, une corniche définit ce soubassement et s’aligne avec celle de l'opéra, renforçant l’harmonie visuelle entre les deux. L'opéra a servi de manière récurrente d’unité et d’inspiration dans la conception de l’immeuble pour l’architecte. Les colonnes engagées cannelées jusqu’à la naissance de l’arc délimitent quant à elles onze travées et introduisent dès le rez-de-chaussée un rythme.
Son architecture reflète très bien les tiraillements esthétiques du début du XXe siècle. En explorant un style Art nouveau tardif et les prémices du mouvement Art déco, cet immeuble nous prouve que la rupture entre architecture d'avant-guerre et d'entre-deux-guerres n'est pas toujours aussi nette qu'on le pense.
Façade sud

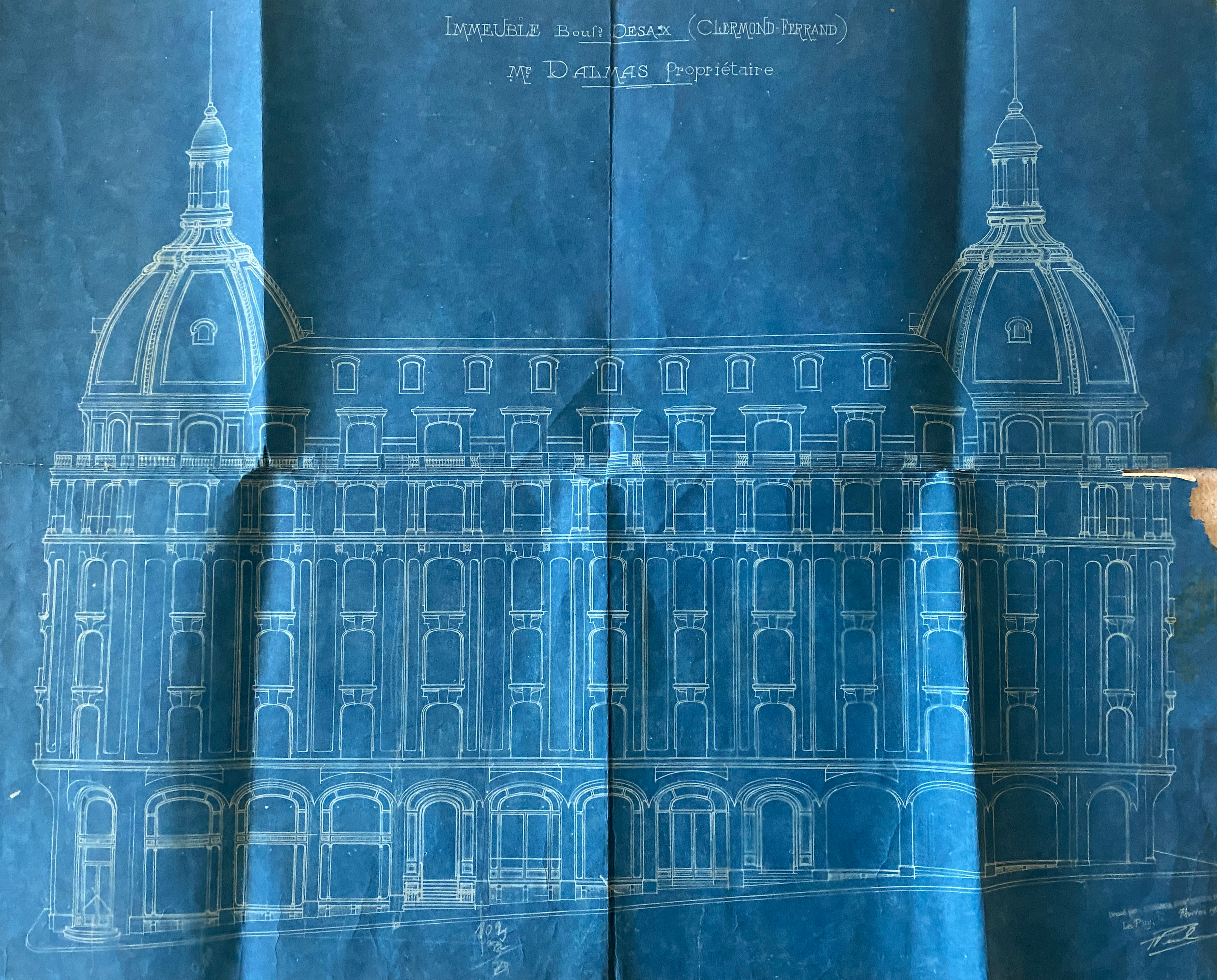
Première élévation de l'immeuble Dalmas par Pierre Verdier en 1914.

Des bandes longitudinales formant un léger ressaut habillent la façade tout du long sur les trois premiers étages, un traitement digne d’une façade d’apparat. L’angle de l’immeuble est également soigné, le traitement en pan coupé arrondi dégage l’encoignure du bâtiment et assurait un point de vue urbain très visible au croisement du boulevard Desaix et de la rue Nestor-Perret. La façade n’offre presque aucun artifice inutile et seuls les balcons viennent rompre la nudité des murs. Chaque ouverture est encadrée de part et d’autre de bandes qui créent comme une arcature aveugle, dans la mesure où elles sont reliées les unes aux autres par un bandeau horizontal, souligné par une légère corniche au sommet du troisième étage. Ces bandes reprennent non seulement la ligne de l’arc surbaissé du linteau des ouvertures, mais elles mettent aussi l’animation du mur en valeur. Les baies des travées convexes sont dotées de simples balconnets, tandis que celles des travées à pan de mur droit reçoivent des balcons en encorbellement dont le travail de la console était particulièrement élégant. Chaque travée se trouve ainsi valorisée que ce soit par l’ondulation du mur ou le soin apporté au décor des supports de balcon. Les culs de lampe des balcons sont inspirés des balcons du théâtre d’inspiration classique. Il n’est donc plus question ici d’étage noble, rompant avec les traditions du siècle précédent et s’inscrivant dans la mode des immeubles parisiens. Les ferronneries des garde-corps, d’inspiration classique, contribuent à la diversité de style de la façade ; des lignes noires courbes et fines qui se déclinent suivant les ouvertures et les balcons et décorent la façade d’un motif très distinctif.
Le traitement du quatrième étage est probablement le plus abouti, le regard suivant naturellement une progression vers le haut. Les travées saillantes sont dotées d’imposants balcons couverts à claire voie. Il n’y a pas une loggia comme il était d’usage avant-guerre, mais une suite de balcons couverts, tout en restant dans l’esprit du style Beaux-Arts. Les bandes longitudinales sont alors remplacées par des colonnes engagées qui reprennent le même rythme et l’ensemble est terminé par une balustrade de couronnement. Il est intéressant de noter que les deux phases de construction ne sont pas perceptibles sur la façade sud; l'écriture architecturale initiée en 1921 a été parfaitement continuée en 1933.
Construit plus de dix années après la première phase, le cinquième et dernier étage date de la deuxième campagne de construction. Si deux dômes étaient initialement prévus aux angles de l’immeuble, la nouvelle toiture rompt radicalement avec les lignes courbes imposées par les travées convexes et l’arrondi des angles à pans coupé du bâtiment sans pour autant jurer ou dépareiller. En léger retrait par rapport aux étages inférieurs, il apporte le principe de la toiture terrasse et fait entrer l’immeuble Dalmas dans la modernité.
Façade nord

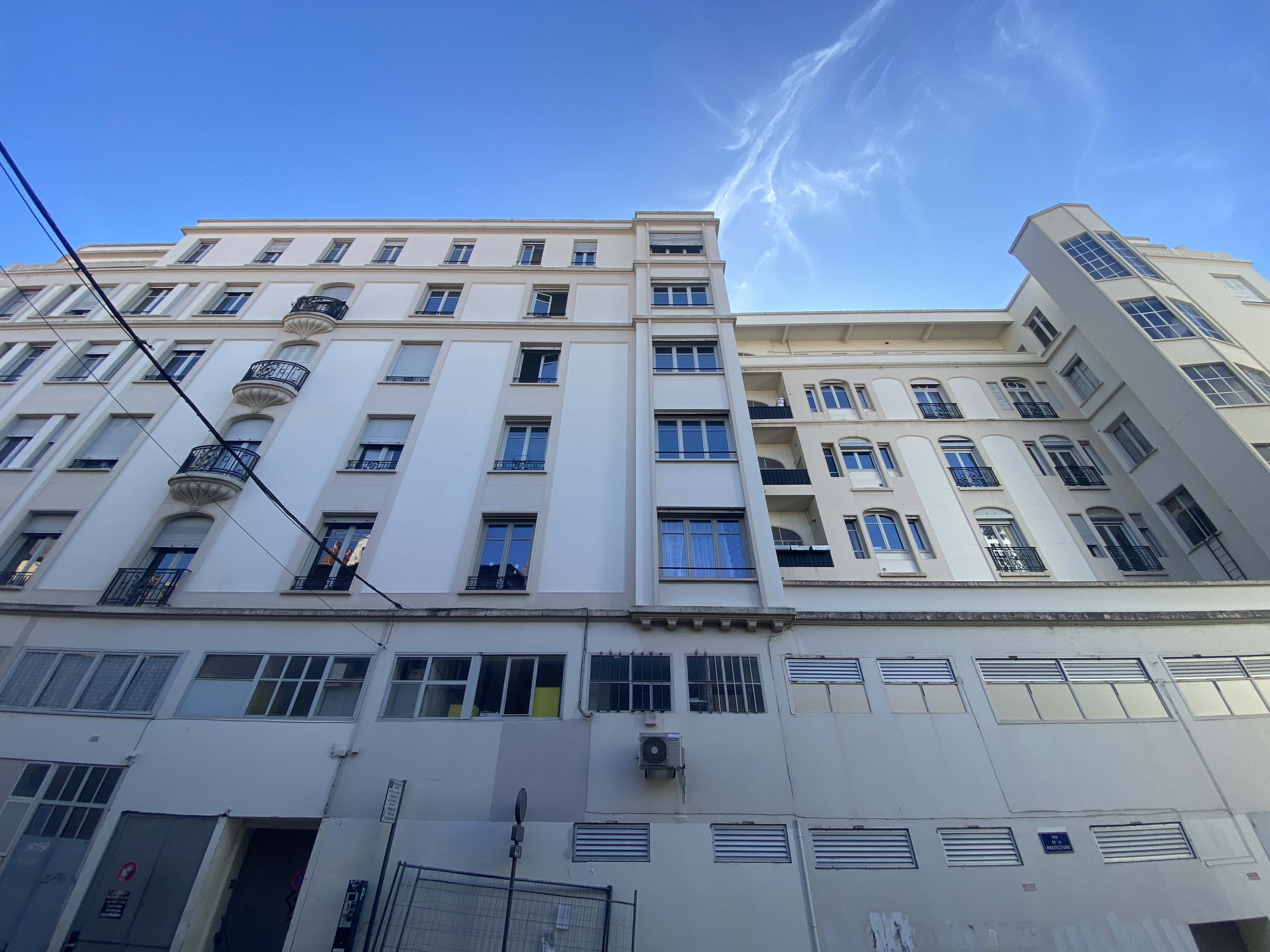
Façade nord de l'immeuble Dalmas.

Si la façade sud a reçu le traitement d’une façade d’apparat, la façade nord a été considérée comme une façade de service, qui donne sur une cour. Pierre Verdier propose une véritable rupture par rapport à la façade sud, partant du principe que la rue n’était pas passante et qu’il n’était pas nécessaire de produire une façade aussi travaillée. La façade indique clairement la présence des pièces destinées à l'usage domestique (cuisine, salles de bains, chambres). Les ouvertures sont rectangulaires, hormis pour une travée où sont de nouveaux présents en guise de rappel de la façade sud, les linteaux en arc surbaissé et les balcons en encorbellement, même si cela reste anecdotique. Le jeu de bandes longitudinales soulignant les ouvertures sont également conservé, elles reprennent cependant strictement les lignes droites des ouvertures. Les ouvertures ne suivent plus le strict alignement des étages inférieurs, rompant l’harmonie verticale. Le cinquième étage ne conditionne plus, comme pour la façade sud, la répartition des corps de bâtiment. Le rez-de-chaussée nie totalement ce qui se passe sur les niveaux supérieurs, les ouvertures ne sont guidées que par les besoins du Prisunic en termes d’éclairage naturel pour ses locaux, développant ainsi des fenêtres en bandeaux au dessus des accès de services.

### Architecture intérieure

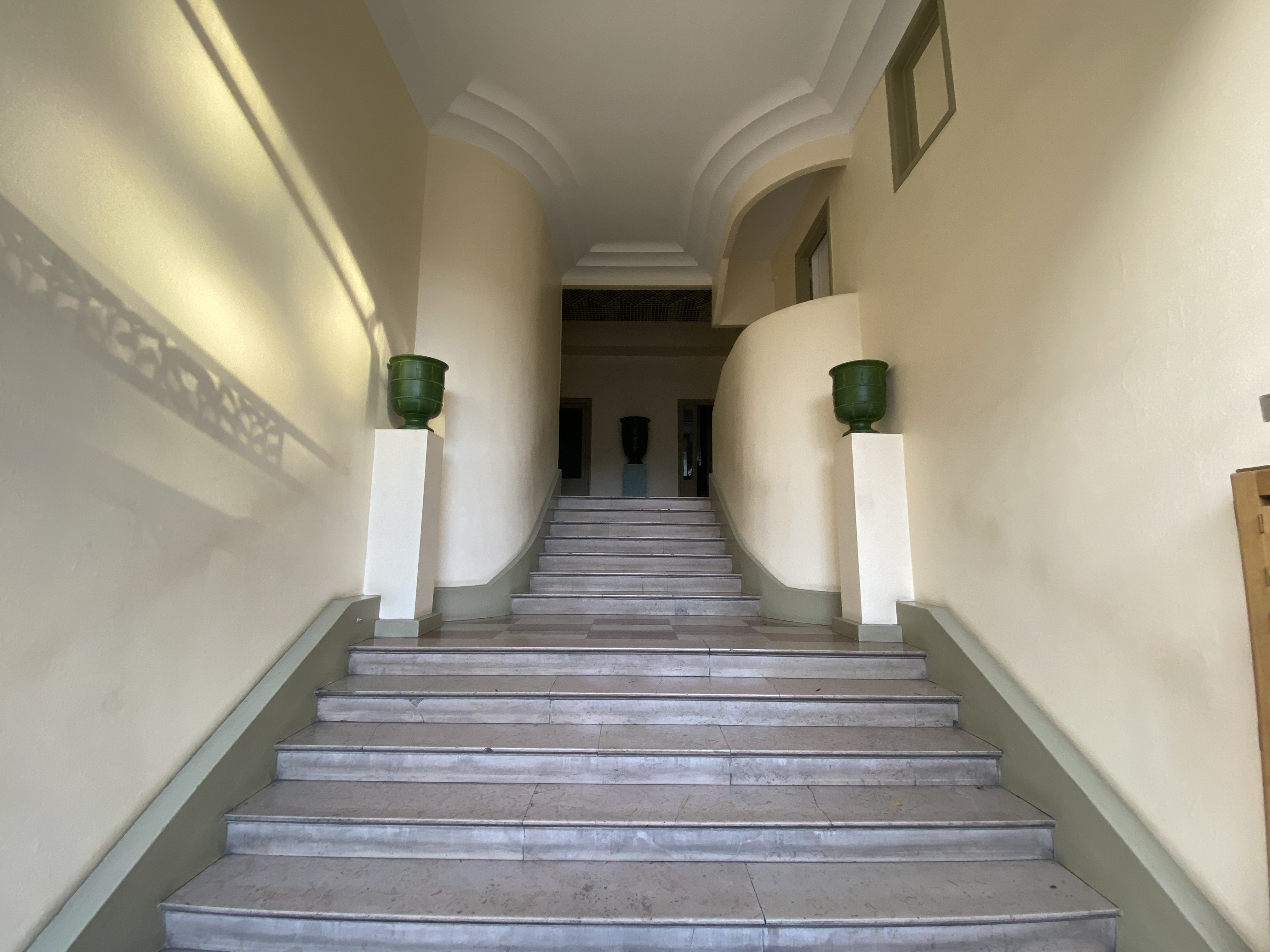
Escalier d'entrée de l'immeuble Dalmas.

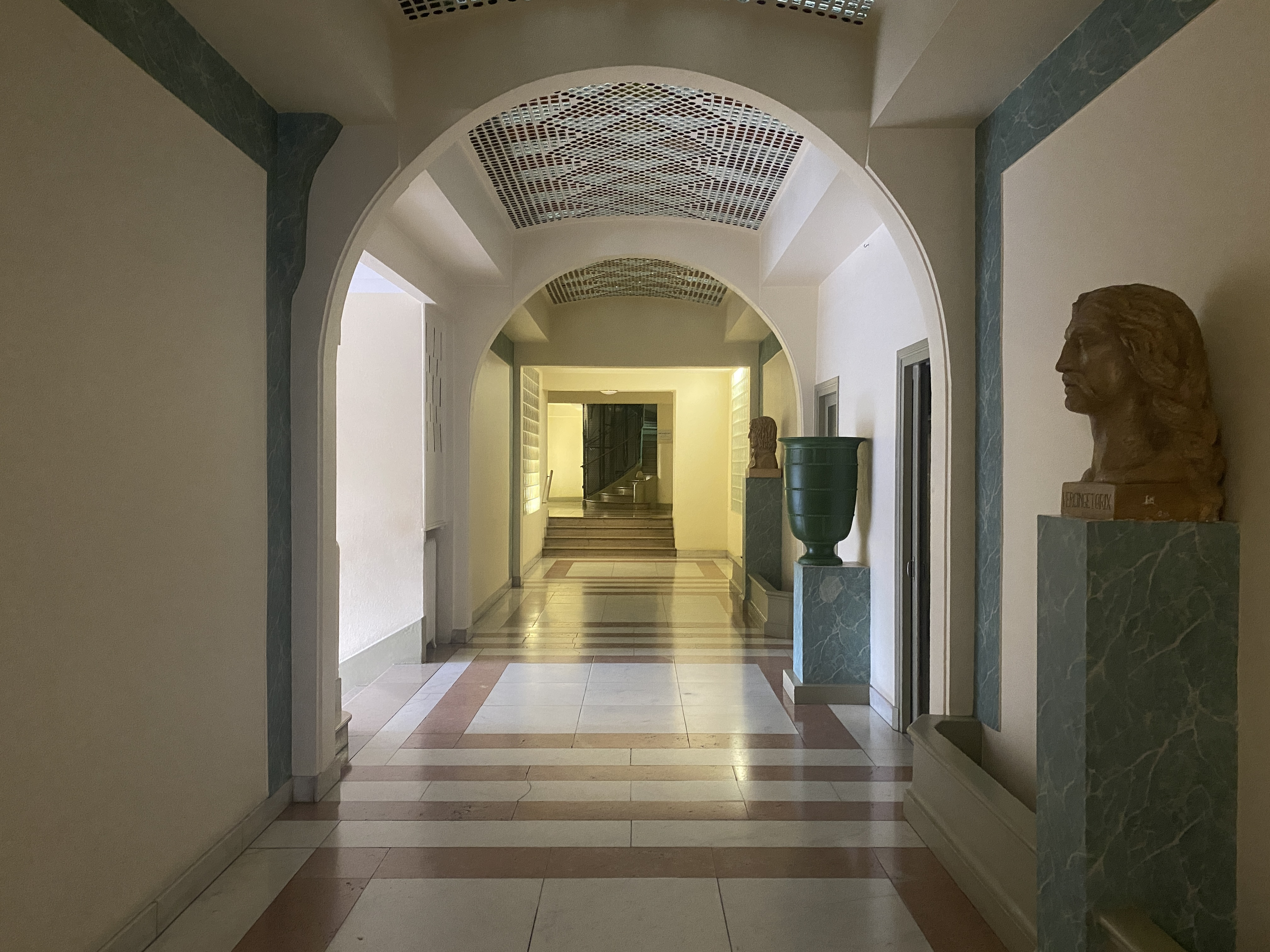
Hall d'entrée de l'immeuble Dalmas.

L’intérieur du rez-de-chaussée est remarquable par la qualité de ses espaces. L’entrée et ses larges dégagements distribuant les deux cages d’escalier bénéficient d’une mise en scène particulièrement monumentale et soignée. L’immense double porte de l’entrée principale en fer forgé et en verre donne sur un escalier menant à l’entre-sol. Des supports en maçonnerie pour recevoir des vases en céramique, des sculptures avec un buste de Vercingétorix et du général Desaix du sculpteur Raymond Coulon, un dallage en marbre, l’éclairage zénithal filtré par des pavés de verre translucides de couleurs sont autant de détails qui prouvent le faste du traitement de l’entrée de l’immeuble Dalmas. Digne d’un hôtel de par ses dimensions, le hall est recouvert d’encadrements de marbre peints bleus en trompe-l’œil sur les murs, toujours dans l’idée et l’envie de créer une atmosphère résolument luxueuse. Ce hall d’entrée occulte les coulisses du personnel de maison puisque deux portes en face de la grande porte d’entrée mènent aux escaliers de service, aux caves et à l’actuelle loge du gardien. Un autre accès au hall est possible depuis la place Sugny.
La première phase de construction à l'ouest n’a développée qu’un appartement par étage, malgré la présence de deux portes sur le palier, celles-ci distribuent le même appartement. La distribution intérieure reste apparentée aux principes de la distribution présente dans les immeubles de la fin du XIXe siècle : une enfilade de pièces de réception en façade, desservies par un couloir central accessible depuis le palier de l’escalier de l’immeuble, des services au nord desservis par un escalier de service ainsi que des chambres sur cour. La présence des deux salles de bains par appartement révèle un luxe rare et inouï pour l’époque. Recouvertes de carrelage au sol et de faïence à l’instar des cuisines, elles ont fait entrer l’immeuble Dalmas dans le rang des immeubles de prestige que composaient certains boulevards parisiens, à une époque où le lieu de toilette dans un logement se résumait à une bassine dans le coin de la cuisine pour une grande majorité des Français.
Les appartements de la deuxième phase imaginés par Verdier et Vigneron s’articulent autour d’un patio. La partie nord accueille toujours les pièces secondaires comme la cuisine et son office, les salles de bain et chambres, tandis que les salons et salles à manger en enfilade donnent sur la façade sud, respectant l’organisation de l’époque suivie dans la première phase de construction. Les appartements reprennent des moulures dans les pièces de réception, tout en suivant la tendance cubiste et géométrique qui mena l’architecture et les arts décoratifs au mouvement Art déco, à travers des moulures  en staff en gradins pour les pièces de réception.
Chaque appartement dispose d'une cave au sous-sol et d'une chambre de bonnes au cinquième étage. Nonobstant la présence d'ascenseur, l'immeuble Dalmas suit encore la logique des appartements haussmanniens, ainsi les chambres de bonnes sont situées au dernier étage.

## Structure
Pierre Verdier a fait oublier le principe constructif en béton armé en jouant sur l’illusion dans l’équilibre des forces avec le rythme introduit par les arcades, les supports du rez-de-chaussée et les bandes longitudinales encadrants les ouvertures. Composé d'une structure avec un système de poteaux et de poutres en béton armé, et un remplissage en parpaings de mâchefer. Cette structure permet un plan libre, les murs ne sont plus porteurs, les dalles sont portées par des poteaux et des poutres. Ce système est d'autant plus imperceptible qu'un enduit a été appliqué avec un dessin de faux joints pour recréer une stéréotomie plus traditionnelle.
La structure de la deuxième partie du bâtiment est indépendante et ne s'appuie pas sur celle existante. Le choix d'une structure mixte en béton armé et métal a été préférée car moins onéreuse et plus légère. De plus, avec ses possibilités de plus grandes portées, la structure en béton-métal ne nécessite pas de poteaux en béton aussi fréquents que dans la première partie construite de l’immeuble.

## Commerces

### Prisunic

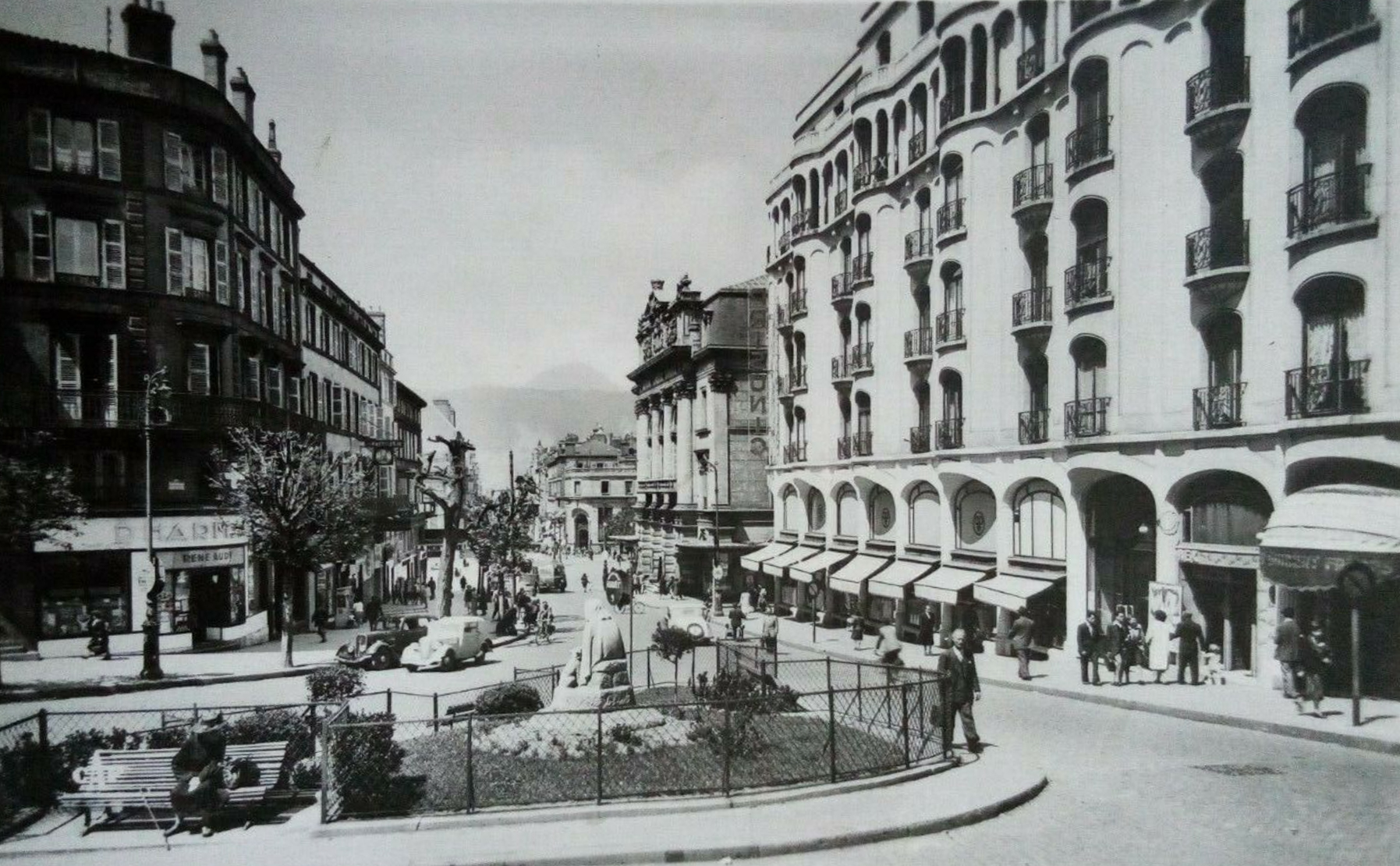
Prisunic de Clermont-Ferrand en 1950.

Lors de son implantation en 1934, le Prisunic s’est installé dans un bâtiment existant qui contrastait avec les architectures habituelles des nouveaux magasins construits pour l’enseigne. Le Prisunic dans l’immeuble Dalmas occupait trois niveaux : initialement deux étages destinés à la vente, et le sous-sol pour l’entrepôt des produits et les cuisines, le tout dans une architecture particulièrement vitrée vers l’extérieur contrairement aux autres grands magasins nouvellement construits.
Vendre bon marché était essentiel. Des principes simples y concouraient: les magasins étaient vastes, ce n’étaient pas des hangars, les murs étaient souvent carrelés, les allées de circulation étaient spacieuses, la salle était sonorisée par une musique d’ambiance ; les produits étaient disposés en libre-choix, à hauteur des mains sur des meubles réunis de façon à former un comptoir compartimenté, autour de la débitrice ; accessibles à la clientèle qui pouvait toucher les articles entassés en nombre dans ses compartiments ; surmontés de leur prix signalés par une étiquette cartonnée émergeant du tas ; débitables aussitôt par la personne attachée au comptoir qui remettait la marchandise sous sachet ainsi qu’un ticket au client pour paiement à une caisse centrale. L'ambiance générale était simple mais chaude et accueillante et particulièrement dynamique au vu des nombreux déplacements que devaient effectués les clients pour trouver leurs produits. Le mobilier standardisé était commun à tous les Prisunic : des meubles en acajou verni, dont le plateau était compartimenté en caissons de tailles différentes qui supportaient des faux fonds amovibles concourant à l’effet de masse. Le magasin populaire ouvrit le 22 novembre 1933, alors que la construction de l’immeuble n’était pas encore achevée, ce fut un succès immédiat qui attira le tout Clermont.

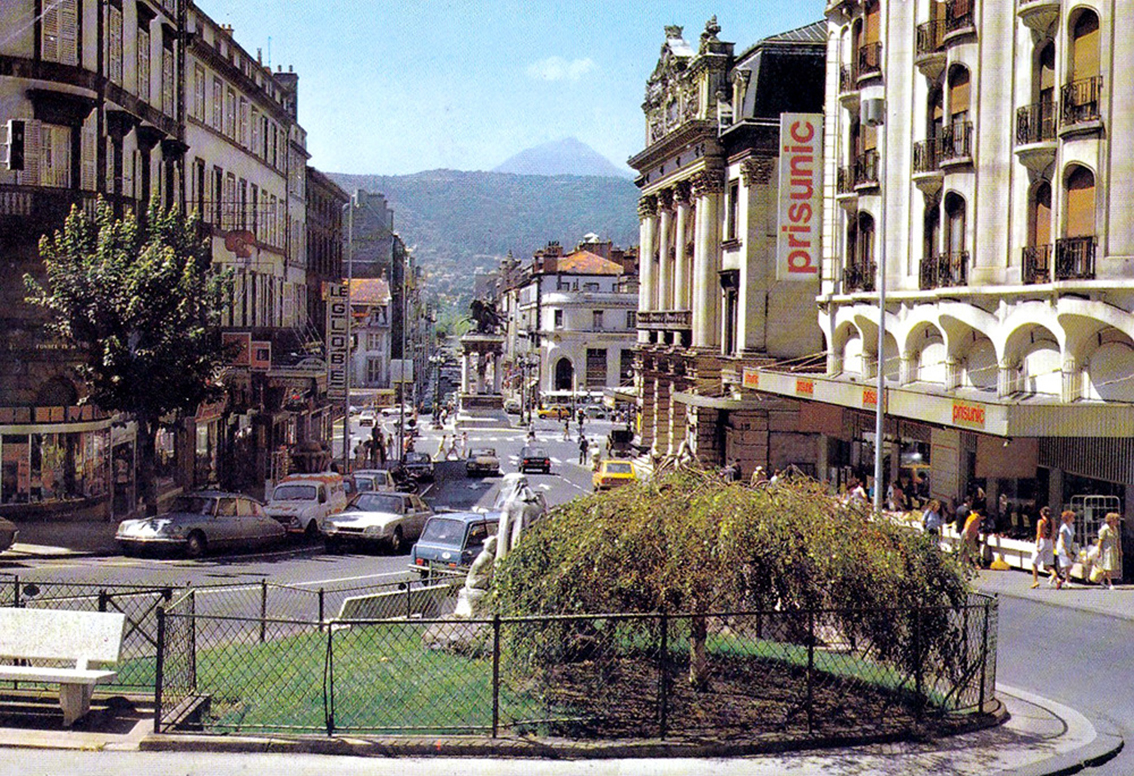
Prisunic de Clermont-Ferrand dans les années 1980.

L'élan économique et esthétique lors des Trente Glorieuses s’était traduit dans la rénovation du Prisunic de Clermont-Ferrand par une refonte de l’aménagement des espaces de vente et la transformation de la charte graphique de l’enseigne. Le magasin a fait de nouveau appel à Valentin Vigneron pour dessiner le projet. Le sous-sol, jusqu’alors complètement occupé par les réserves, a été aménagé en surface de vente supplémentaire. Tandis que le rez-de-chaussée et l’entresol se partageaient les produits non alimentaire, le sous-sol concentra toute la section alimentation du Prisunic. Vigneron n’avait pas que des travaux d’embellissement à charge, mais aussi des travaux sur le gros œuvre puisqu’il a fait percer la dalle pour introduire un escalier ainsi qu’un escalator entre le  sous-sol et le rez-de-chaussée pour faciliter la sortie des clients par un moyen de transport moderne et rapide. Les étales formaient des noyaux au centre entre les poteaux en béton de la structure, afin qu’un employé puisse servir les clients autour des surfaces, des rayons continus longeaient les murs périphériques pour accroître les mètres linéaires des rayons. L’extérieur avait naturellement fait l’objet d’une modernisation afin de correspondre au renouveau de l’enseigne. Les stores en tissu qui protégeaient les vitrines des rayons du soleil ont disparu au profit d’une grande marquise métallique opaque. Vigneron imagina la possibilité de sortir des étales devant les vitrines pour attirer les passants depuis le trottoir du boulevard Desaix, protégées des aléas climatiques par l’abri. Cette marquise métallique brisait alors la verticalité de l’immeuble, et affirma l’horizontalité du boulevard afin d’abriter un volume plus à l’échelle du Prisunic. La marquise apportait une nouvelle matérialité ainsi qu’une écriture architecturale qui contraste avec les courbes de la façade. Les discrètes initiales du magasin ont été remplacées par le logo et le nom du Prisunic rouge, affirmant son côté populaire mais résolument à la mode, branché et moderne, en rupture avec l’esthétique précédente. De surcroit, l’enseigne lumineuse a été agrandie pour que l’écriture soit visible depuis la place de Jaude et les façades sous la marquise ont été recouvertes d’un revêtement également métallique qui créaient une vitrine standardisée. L’objectif de la nouvelle façade était alors d’être fortement marquée, sobre mais qui s’imposait dès le premier coup d’œil.

### Le Rex
Le Rex (ouvert de 1934 à 1948) faisait partie du circuit Cinéac, une variante plus petite et plus modeste des salles de cinéma dans sa décoration et sa taille. Accessible depuis la rue, un escalier menait dans la salle de projection au sous-sol. Contrairement aux cinémas traditionnels qui misaient sur de grosses enseignes lumineuses qui attiraient le regard de loin, le Rex disposait d’une enseigne relativement discrète.
Dans les salles d’actualités, il y avait peu d’intérêt porté à l’accueil, mais une maîtrise quasi-scientifique du flux des spectateurs pour minimiser l’emploi de personnel : pas d’ouvreuse, une caissière et un projectionniste suffisaient. Les entrées et sorties devaient être possibles à tout instant car le spectacle était permanent. Dans la salle, pour que les arrivants et les partants dérangeaient le moins possible, Vigneron imagina une circulation qui se faisait à sens unique: entrée et sortie au milieu de la salle, une sortie de secours au fond, les rangées de sièges étaient courtes, des tapis à bandes facilement repérable dans la pénombre marquaient le sol et de larges dégagements pour évacuer la salle. Ces salles donnaient naissance à de nouvelles propositions de réponses spatiales et techniques aux exigences d’aspects tels que l’acoustique, l’optique, un flux continu de personnes, la sécurité ou la ventilation, du secteur de l’architecture qui était le plus fonctionnaliste. La décoration intérieure se conformait également au modèle: elle devait être synonyme de nouveauté, vitesse et voyage. La volumétrie simple et géométrique proposée par Vigneron tranchait avec les salles de cinéma proposées jusqu’alors qui s’inspirait grandement des salles de théâtre. Malgré la présence d’une scène et de rideaux, la décoration ne s’inspirait plus du monde du théâtre. Aux murs, le décor développait une imagerie exotique et marine: silhouettes de navire, rose des vents, monstres imaginaires, constellations et inscriptions évoquant le voyage composaient un univers à mi-chemin entre le portulan et la carte céleste. Le plafond lumineux partant de la cabine s’étalait au contact de l’écran, il préfigurait la projection et focalise le regard.